# Кужелюк Юрій Анатолійович
Кужелюк Юрій Анатолійович (нар.24 вересня 1950 року у с. Країв Острозького району Рівненської області) — український політичний і громадський діяч.

## Біографія
У 1957 р. — 1967 р. — навчався у середній школі № 37 м. Львова з поглибленим вивченням французької мови, закінчив зі срібною медаллю.
У 1967–1972 рр. навчався у Львівському Політехнічному інституті, на радіотехнічному факультеті.
У 1972–1974 роках служив у Радянській армії в Закавказзі, отримав звання старший лейтенант ракетних військ протиповітряної оборони.
З 1974 по 1975 рік працював інженером ВТО «Електрон».
З 1975-го по 1977 роки працював старшим інженером НДС-16 Львівського політехнічного інституту на кафедрі конструювання радіоапаратури.
Протягом 1977 р. — 1997 р. — працював у СКТБ Львівського фізико — механічного інституту, реорганізованого у Львівський центр Інституту космічних досліджень НКАУ на посадах: інженера, старшого інженера, провідного конструктора та завідувача сектору.
У 1997 році Юрій Кужелюк очолив політико-правове управління Львівської ОДА, де працював до 1998 року.
З 1998 р. — 2010 р. — заступник начальника управління у справах поліграфії та телерадіопростору Львівської ОДА.

## Громадська діяльність
У 1989 році вступи до громадської організації «Народний Рух України за перебудову», заступник голови осередку Руху на СКТБ фізико-механічного інституту.
У 1994 р. — очолив Львівську обласну виборчу комісію до місцевих рад, був головою Львівської обласної комісії з виборів президента України.
У 1998 р. — був обраний депутатом Львівської обласної ради 3-го скликання.
У 2002 р. — був обраний депутатом Львівської міської ради 4 — го скликання.
У 2006 р. — повторно обраний депутатом Львівської міської ради, член комісії з фінансів та планування бюджету у Львівській міській раді.
У 2010 році обраний депутатом Львівської міської ради по округу № 17
У 2011 році обраний до Львівської міської ради від партії «Україна Соборна».

## Наукова діяльність
Автор 16 свідоцтв на винаходи та багатьох публікацій у галузі електроніки.
- "Політичні уподобання населення та погляди на демократію в Західному регіоні України (на прикладі Львівської області).
- «Львівщина-98. Соціальний портрет»
- «Соціально-економічна думка: Регіональний зріз»
- « Політичні режими сучасності»
- «Львівщина на порозі XXI століття. Соціальний портрет»[2]

## Сім'я
Одружений. Має доньку.